# Nicholas Pinnock
Nicholas Andre Pinnock (Balham, 2 settembre 1973) è un attore britannico, noto per le sue interpretazioni nei ruoli di Jason Backland in Marcella, di Leon nel film drammatico Top Boy in onda su Channel 4 e come protagonista della serie tv Netflix Criminal: UK e di Aaron Wallace nella serie For Life in onda su ABC.

## Filmografia parziale

### Cinema
- New World Disorder, regia di Richard Spence (1999)
- Captain America - Il primo Vendicatore (Captain America: The First Avenger), regia di Joe Johnston (2011)
- The Keeping Room, regia di Daniel Barber (2014)
- Monsters: Dark Continent, regia di Tom Green (2014)
- The Last Tree, regia di Shola Amoo (2019)
- Dark Encounter, regia di Carl Strathie (2019)
- Il vangelo secondo Clarence (The Book of Clarence), regia di Jeymes Samuel (2023)
- Here, regia di Robert Zemeckis (2024)

### Televisione
- A.D. - La Bibbia continua (A.D. The Bible Continues) – miniserie TV, 2 puntate (2015)
- Fortitude – serie TV, 11 episodi (2016)
- Barbarians - Roma sotto attacco (Barbarians Rising) – miniserie TV, 1 puntata (2016)
- Marcella – serie TV, 12 episodi (2016-2018)
- Counterpart – serie TV, 14 episodi (2018-2019)
- Criminal: Regno Unito (Criminal: UK) – miniserie TV, 3 puntate (2019)
- For Life – serie TV, 23 episodi (2020-2021)
- Django – miniserie TV, 10 puntate (2023)

## Doppiatori italiani
Nelle versioni in italiano delle opere in cui ha recitato, Nicholas Pinnock è stato doppiato da:
- Francesco De Francesco in Fortitude, Marcella, Django
- Gabriele Vender in The Book of Clarence, Here
- Luca Graziani in A.D. - La Bibbia continua
- Simone D'Andrea in For Life